# Psí maso

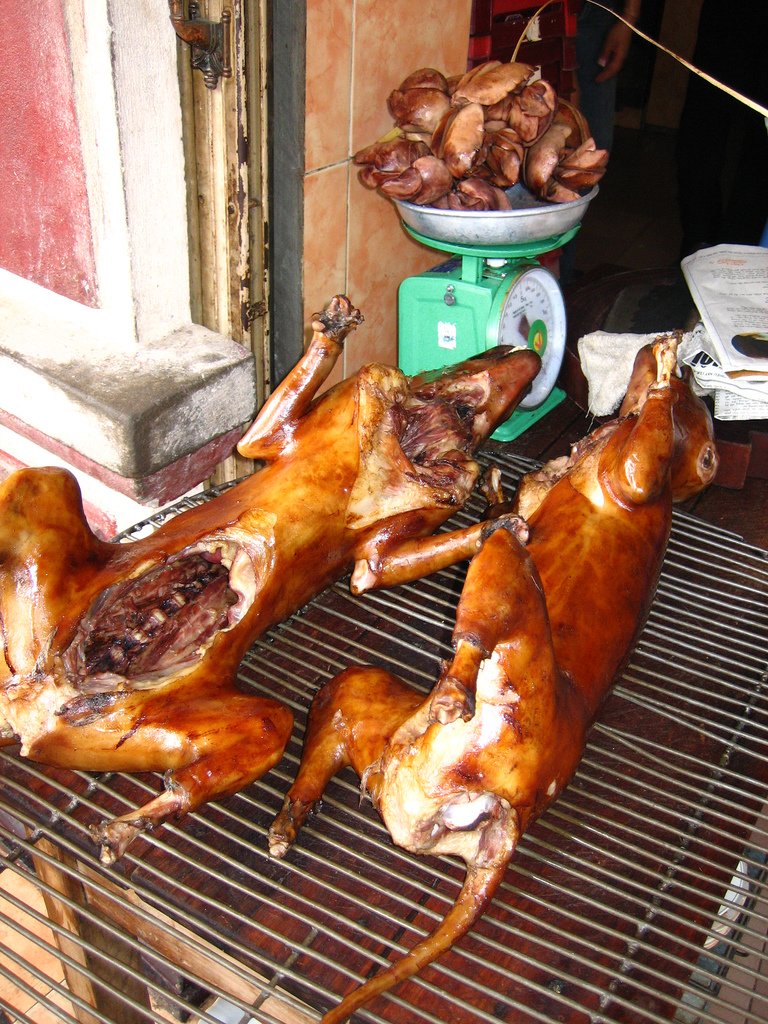
Psi v Hanoji

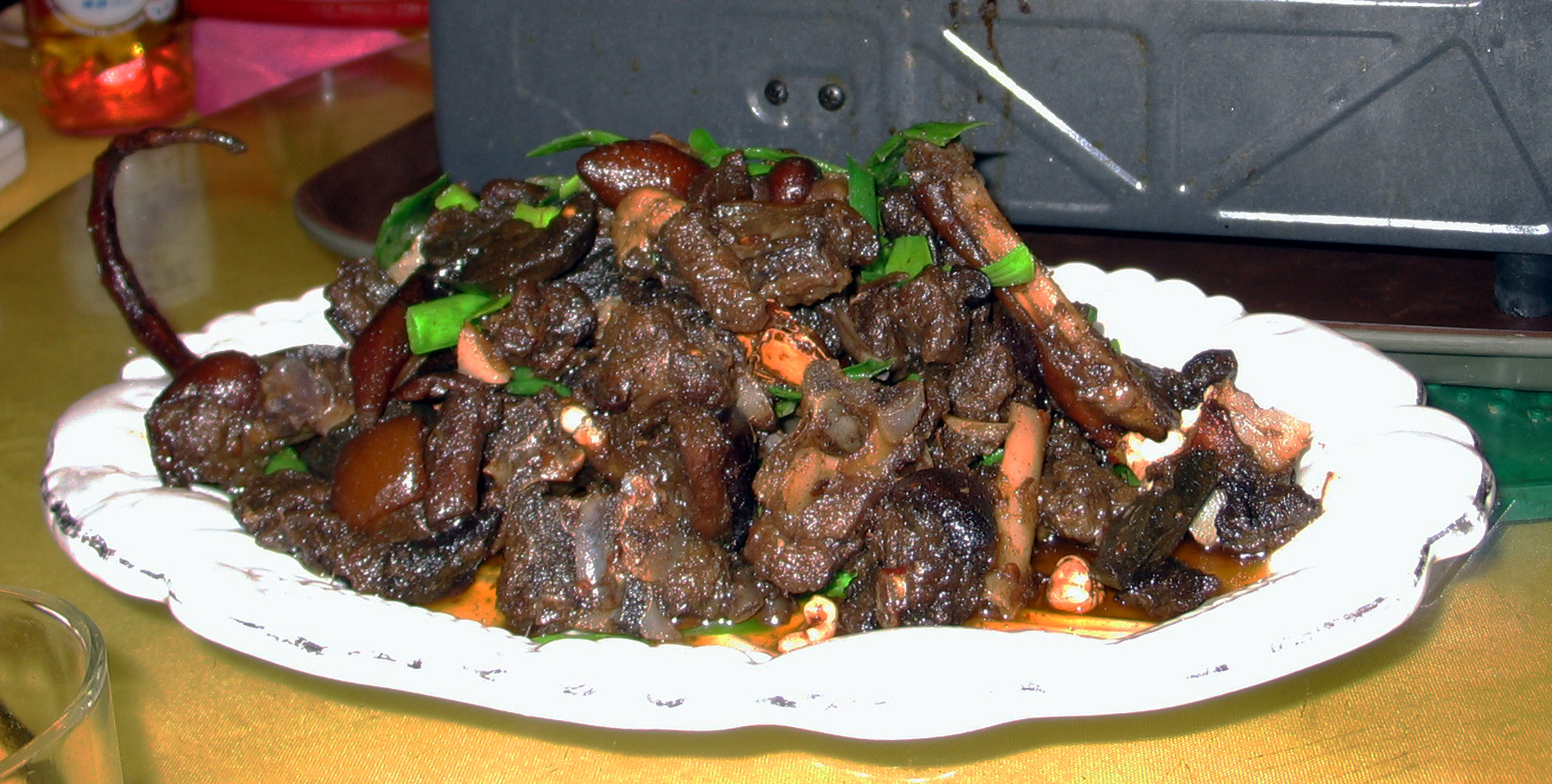
Talíř s psím masem

Psí maso, tedy maso ze psa, je v některých kulturách součást lidského jídelníčku. Může být jedeno jako jiná potravina pro svou výživovou hodnotu, nebo může být jedeno pro léčivé účinky připisované různým částem psa. V kulturách, které hojně chovají psy jako domácího mazlíčka, bývá často požívání psů tabu, či dokonce trestné.[zdroj?] Dominantní euroatlanický kulturní vliv se přelévá i do oblastí, kde se psi běžně konzumují, což vede k sporům.
Konzumace psího masa není běžná celosvětově, jako je tomu u jiných druhů masa, rozšířená je hlavně v některých zemích Asie, konkrétněji Čína, Vietnam, nebo Korea. Bývá mnohdy považována za kulturní stereotyp. V Česku byla například jeden čas velmi populární reklama na internetový vyhledávač, která prezentovala čínskou restauraci jako podnik, kde se vaří psi na zakázku. Naproti tomu, lze tvrdit, že historicky byla spotřeba psího masa rozšířena celosvětově a že teprve v nedávné době došlo díky euroatlantskému kulturnímu vlivu[zdroj?] k jeho potlačení.
Některá náboženství, například židovství (v rámci kašrutu), islám (v rámci halalu) a zoroastrismus (zde má pes dokonce zvláštní postavení) konzumaci psího masa přímo zakazují.

## Masná plemena
Mezi psí plemena užívána pro produkci masných pokrmů se řadí nureongi (korejský špic), tosa-inu nebo čau-čau.

## Konzumace psího masa v Česku
Protože v ČR neexistuje prováděcí vyhláška upravující postup při porážce psů, není možné psy porážet. Absence vyhlášky neznamená zákaz porážky, znamená pouze administrativní komplikaci, které by musel čelit první podnikatel, který by měl zájem provozovat oficiální psí jatka. Konzumace masa z vlastního chovu je povolena. V České republice je konzumace psů velmi neobvyklá.[zdroj⁠?!] Policie v posledních letech odhalila několik případů nelegálních psích jatek, provozovaných právě Vietnamci. Nicméně zprávy o tom, že se v Česku v čínských a vietnamských restauracích a bistrech připravují pokrmy z psího masa, které je nabízeno zákazníkům jako hovězí či vepřové, se vesměs nezakládají na pravdě.[zdroj?]

## Konzumace psího masa ve světě

### Severní a Jižní Amerika
Konzumace psího masa má tradici u původních obyvatel Severní Ameriky, kde nejrozšířenější kmeny indiánů (Apači, Siouxové) psí maso konzumovali a považovali ho za pochoutku. Ve Spojených státech je porážka domácích psů a konzumace psího maso oficiálně zakázána, s výjimkou náboženských rituálů původních obyvatel, zatímco v Kanadě platí zákaz prodeje a konzumace volně žijících druhů, pro ostatní psy platí, že musí být poraženi podle běžných veterinárních předpisů. V Mexiku se psí maso nekonzumuje, ačkoli Aztékové i další předkolumbovské civilizace Meozoameriky psa konzumovali běžně a jak dokládají zápisy dobyvatelů, bylo toto maso běžně v prodeji. Na konzumaci psího masa u Aztéků také ukazuje výzdoba keramiky a dalších předmětů denní potřeby. Podle Cortéze byl k tomuto účelu chován speciální druh zvaný itzcuintlis.

### Evropa
V Evropě bylo psí maso do počátku 20. století konzumováno celkem běžně, např. ještě v roce 1910 bylo prodáváno v pařížských řeznictvích. Zhruba od poloviny 20. století se konzumace psího masa stala tabu, proto lze obtížně zjistit skutečný stav, zjištění skutečného stavu ještě komplikují různé organizace bojující za práva zvířat. Zajímavostí je, že velká část Evropy považovala psí sádlo za léčivé, zejména na plíce.

### Afrika
O původních stravovacích návycích Afričanů je velmi málo zpráv a tak není jejich postoj ke psímu masu znám. Je známo, že psí maso je v Ghaně považováno za sváteční a jako takové je využíváno zejména při svatbách.

### Asie
Nejrozšířenější je konzumace psího masa v Asii, kde je ve velké části považováno za pochoutku a běžně patří na jídelníček mnoha obyvatel. Nejvíce se konzumací psího masa proslavila Čína a Vietnam. V Číně se psí maso prokazatelně konzumovalo již kolem roku 500 př. n. l., ale předpokládá se, že v oblasti Číny byl již v tomto období pes tradiční jídlo. Tradiční čínská medicína předpokládá, že psí maso má léčivé účinky, pozitivně mělo působit zejména na plodnost a v zimních měsících mělo pomáhat udržet lidské teplo. V souvislosti s Čínou je třeba zmínit skutečnost, že v Hongkongu platí od roku 1950 zákaz porážky psů. Na Tchaj-wan se pro psí maso používá označení „voňavé maso“ a přestože je jeho konzumace méně obvyklá než v Číně, platí zde stejné zvyklosti jako v Číně. Roku 2004 byl na nátlak západní kultury vydán zákaz porážky psů, ale psí maso je v některých restauracích běžně dostupné.
Ve Vietnamu je psí maso považováno za pochoutku, která navíc zvyšuje sexuální aktivitu, proto je někdy považováno za nevhodné, aby ho jedly ženy. Z astrologických důvodů se psí maso má jíst v druhé polovině lunárního měsíce, protože konzumace psího masa v první polovině lunárního měsíce nemá pozitivní účinky a mohla by přinést smůlu. Z těchto důvodů mají speciální psí restaurace v první části tohoto období zavřeno.
Nejpopulárnější je psí maso patrně v Koreji, kde lze konzumaci psího masa sledovat až do období neolitu, porážka psa je dokonce zaznamenána na nástěnných malbách v hrobkách z Kogurjo. Od roku 1984 je v Jižní Koreji konzumace psího masa omezována, tento trend bývá dáván do souvislosti s pořádáním LOH v roce 1988. Přestože oficiálně není možné psy porážet a prodávat jejich maso, zákon není nijak vymáhán a v zemi existuje zhruba 6500 psích restaurací.
Mimo tyto země je v Asii konzumace psího obvyklá zejména v některých oblastech Indonésie, jako je ostrov Sulawesi, dále na Východním Timoru, v Kambodži, některých oblastech Thajska, Laosu, ale také na severovýchodě sibiře (Kamčatka, Sachalin, povodí Amuru), kde jsou psi zároveň používáni k tahu. Jen zřídka se psí maso konzumuje v Japonsku, přestože v zemi existují obchody, které ho prodávají mražené, dovezené z Číny nebo Jižní Korey..

## Způsoby přípravy
Ve velké většině případů je porážen pes, který je za tímto účelem chovaný od počátku, nejvhodnější je porážet psa ve věku od šesti měsíců do jednoho roku. Obecně lze říci, že psí maso je vhodné jak k dušení, vaření či grilování, tak jako maso do klobás, polévek. V Asii je jako příloha nejčastěji podávána rýže, původní obyvatelé Severní Ameriky ho jedli bez přílohy, v sibiřských oblastech je konzumováno s obilnými plackami.
Platí, že v různých regionech se příprava psího masa liší, přesto existuje několik základních způsobů, jak lze psa připravovat. V Číně je nejobvyklejší konzumovat psí maso s hustou omáčkou, přičemž maso je dušené, při této přípravě nebývá maso příliš kořeněno. V Koreji jsou nejznámější čtyři způsoby přípravy. Nejoblíbenějším jídlem je pošintchang, což je výrazně kořeněný psí guláš, velmi oblíbené je také vařené psí maso – kesujuk. Mimo tato jídla je ze psa připravována hustá polévka jménem kedžangguk, která slouží jako hlavní chod a koktejl, který obsahuje psí maso, tento nápoj se v orientální medicíně používá při léčbě neplodnosti.
Ve Vietnamu existuje sedm základních příprav psího masa, přičemž je dost dobře nelze seřadit podle obliby, protože každé jídlo je oblíbeno v jiné části země. Nejnáročnější na přípravu je Gieng Me Mam Tom, což je slavnostní jídlo s dušeným psím masem, dušenými krevetami, rýží a zázvorem.
1. Thịt chó hấp – dušené psí maso
2. Rua man – dušené psí maso s krevetovou pastou,
3. Doi chó – psí klobása
4. Thịt chó nướng – grilované psí maso
5. Canh xào măng chó – Bambusové výhonky se psím morkem
6. Chó xào sả ớt – restovaný pes s citronovou trávou a čili